# 黒川 (川崎市)
黒川（くろかわ）は、神奈川県川崎市麻生区にある地名である。住居表示未実施区域。郵便番号は215-0035。
また、黒川東地区の一部で1979年（昭和54年）に黒川第一土地区画整理事業に伴う換地処分と住居表示が実施され、南黒川が新設され、黒川下地区の一部は住宅・都市整備公団（現：都市再生機構）の宅地開発（黒川特定土地区画整理事業）により2006年（平成18年）に住居表示が実施され、黒川から分かれて新たにはるひ野が新設された。

## 地理
現在の行政区画では川崎市の北部最西端に位置し、周囲を東京都稲城市、多摩市、町田市に囲まれた県境の地域である。
北側・西側・南側を多摩丘陵の山に囲まれ、その豊かな森を水源とする多摩川水系三沢川の水源地である。豊かな森と水に恵まれた当地域では、かつては農業や炭焼きが盛んであり、特に後者は「黒川炭」と呼ばれて良質のものを産したという。また、黒川上地区は市内でいちばん標高が高く、多摩丘陵内でも標高の高い地域で、多摩市との境界付近はおおむね 140m ほどである。この付近では推定2万4000年前の先土器時代以降の遺跡が見つかっており、当地域には古くから人々の生活があったことを物語っている。
近年は川崎市の都市計画により、黒川上地区（北東部）および黒川字東（あずま）地区の一部地域が市街化調整区域および農業振興地域に指定されたことから、市内各所で急速に進んだ都市化から免れ、川崎市内では珍しく今も谷戸地形を利用した農業が引き継がれ、里山的環境が残っている。一方で黒川下地区では宅地開発が進み、2004年度には新興住宅地「はるひ野」が街開きし、2006年には新駅としてはるひ野駅が開業した。

### 地名の由来
三沢川の源流域であり、多摩丘陵の豊かな森に育まれたその川の水が透明で、底が黒く見えたことによると言われる。ただし現在の三沢川源流域は全てコンクリート三面貼りの水路で、昔日の面影はない。

### 周辺
- 三沢川

ここ黒川地域の森を水源とし、稲城市内を横断して沢を集め、川崎市多摩区布田で多摩川に注ぐ。
- 川崎一号水道（川崎市水道局第一導水隧道）

相模湖などで取水した水道原水を長沢浄水場（多摩区三田）へ運ぶトンネルが黒川地区の地下を通っている。

## 歴史

### 明治以降の行政区画の沿革
- 1878年（明治11年） - 神奈川県都筑郡黒川村。
- 1889年（明治22年） - 周辺10ヶ村が合併して、柿生村となる。
- 1939年（昭和14年） - 川崎市に編入し、神奈川県川崎市黒川となる。
- 1972年（昭和47年） - 政令指定に伴い行政区が設置され、神奈川県川崎市多摩区黒川となる。
- 1979年（昭和54年） - 黒川駅周辺で黒川第一土地区画整理事業に伴う換地処分と住居表示が実施され、南黒川が設置される[6][5]。
- 1982年（昭和57年） - 旧柿生村・旧岡上村の全域、および旧生田村の一部が多摩区より分離し、麻生区に。神奈川県川崎市麻生区黒川となる。
- 2006年（平成18年）3月13日 - 黒川下地区の一部地域で黒川特定土地区画整理事業に伴う換地処分と住居表示が実施されはるひ野1丁目から5丁目が設置される[7][5]。

## 地区

### 黒川上地区
黒川地区のうち多摩市・町田市境に近い北東部一帯が市街化調整区域および農業振興地域に指定されたことから、かつての谷戸地形を利用した農業が受け継がれ、以前は多摩丘陵の各所で見られた里山の光景を今に伝えている。
- 黒川上営農団地

1978年度から1982年度にかけて土地基盤整備事業が実施された。既存農家の他、市民農園や近隣学校の体験学習農地としても利用されている。
- 汁守神社

かつて、武蔵国総社の大國魂神社（府中市）に供える汁物を調える役目を担ったことから、こう呼ばれるようになったと言われる。
神奈川中央交通（鶴川駅〜若葉台駅・調布駅系統）「日影」バス停の前、黒川の中心部にある小高い丘の上に鎮座する。境内の鎮守の森には川崎市指定保存樹木が多い。春には一面にカントウタンポポが咲き、秋には紅葉で染まる。また、境内には黒川公会堂が併設されている。
- 毘沙門天堂

かつて黒川上地区にあった金剛寺の跡といわれ、その歴史は8世紀に遡ると考えられている。現在は近隣住民により祠が建てられている。かつては行基作と伝えられた毘沙門天座像が祀られていたが、平成7年に盗難に遭い、現在は小さな毘沙門天立像が収められている。参道は軽い上り坂であるが、境内の入口には鳥居が立てられており、明治初の廃仏毀釈以前の神仏習合の様子をうかがわせる。しかし鳥居の根本に並ぶ石仏群はいずれも首が落とされており、廃仏毀釈の爪痕を生々しく伝えている。
- 瓜生黒川海道（街道・往還）

柿生・黒川から府中・八王子方面に抜ける近道で、江戸時代頃から歩かれた往還。黒川・柿生地域特産の「黒川炭」「禅寺丸柿」などが運ばれ、また汁守神社の汁物が府中に運ばれる際にも使われたと言われている。
以前は鬱蒼とした森の中を通る山道であったが、隣接する「はるひ野」の宅地造成に伴せ、地面が均されるなど散策道として整備されつつある。また、尾根伝いの多摩市境に散策路「よこやまの道」が整備されて以降、散策を楽しむ人が多く訪れている。
沿道の雑木林は緑地保全地区に指定されており、既存の農地と一体として、かつての里山の風景を今に伝えるとともに、野鳥などの生態系を支えている。
- 西光寺

曹洞宗。室町時代の創建といわれる。
- 神奈川県企業庁柿生発電所

川崎一号水道の取水地と浄水場の落差を利用した水力発電所。
- 川崎市水道局黒川高区配水池

昭和60年に設置された、潮見台浄水場（宮前区潮見台）で浄化された水道水を汲み上げて各世帯へ配水するための施設。当地域が市内でも随一の標高であることから、黒川配水所よりも高い地域へ配水するために設けられた。
- 明治大学黒川農場[9]

三菱重工相模原製作所黒川試験場跡を明治大学が買い取り、2005年度より整備方針が検討されて、2012年4月開場。川崎市と連携して市民も利用可能な農業試験場として整備されている。
- 電源開発送変電ネットワーク（J-POWER送変電）西東京変電所

町田市真光寺町との境界にある変電施設。ここを中心に田子倉発電所（只見幹線）、佐久間発電所（佐久間東幹線）など各方面へ送電線が延びる。

### 黒川東地区

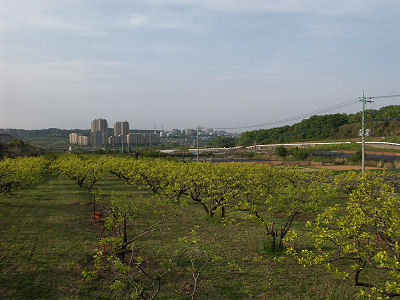
黒川東（あずま）農村広場、遠くに多摩ニュータウン若葉台地区に建ちはじめたマンション群が見える。（2006年 5月5日撮影）

稲城市平尾・坂浜に隣接する地域。黒川駅周辺の町名は、1979年に南黒川へ改められている。
- 黒川青少年野外活動センター（旧川崎市立柿生小学校黒川分校）

黒川駅の程近くに位置し、野外活動の拠点として利用できる。利用は無料だが、食事・寝具などは用意されない（ただし、毛布や座布団は用意される）。
- 川崎市水道局黒川配水所

昭和52年に設置された、潮見台浄水場（宮前区潮見台）で浄化された水道水を汲み上げて各世帯へ配水するための施設。
- 黒川東（くろかわあずま）農村広場

かつては急峻な丘陵地で農業が営まれていたが、1977年度から1980年度にかけて土地基盤整備事業が実施され、畑の区画整理や農道の敷設などが行われた。現在は市街化調整区域および農業振興地域に指定され、丘陵地の斜面に畑や果樹園、農業用ハウスが広がる。名前は字名より。川崎広域レーダ雨量情報システム（レインネットかわさき）のレーダー基地局が置かれている。

### 黒川下地区
多摩ニュータウン若葉台地域（かつての稲城市坂浜）に隣接する地域。現在では宅地開発が進み、2004年度に「はるひ野」の地名で住宅地が開かれた。はるひ野は当初から住居表示がされており、1丁目から5丁目まで存在する。
- 若葉台

稲城市坂浜地区（のちの若葉台）に、住宅・都市整備公団（当時）により開かれた多摩ニュータウン最後の団地であるが、その最寄駅である京王相模原線若葉台駅は下黒川地区に立地する。都県境をまたいで京王電鉄の車両基地である若葉台検車区が立地し、大規模車庫が併設されていることから、早朝夜間には最寄りの若葉台駅を始発・終着とする列車が多数設定されている。

## 世帯数と人口
2025年（令和7年）6月30日現在（川崎市発表）の世帯数と人口は以下の通りである。
| 大字 | 世帯数    | 人口    |
| ---- | --------- | ------- |
| 黒川 | 1,664世帯 | 3,299人 |

### 人口の変遷
国勢調査による人口の推移。
| 年                 | 人口  |
| ------------------ | ----- |
| 1995年（平成7年）  | 1,385 |
| 2000年（平成12年） | 1,920 |
| 2005年（平成17年） | 4,384 |
| 2010年（平成22年） | 3,091 |
| 2015年（平成27年） | 3,223 |
| 2020年（令和2年）  | 3,526 |

### 世帯数の変遷
国勢調査による世帯数の推移。
| 年                 | 世帯数 |
| ------------------ | ------ |
| 1995年（平成7年）  | 540    |
| 2000年（平成12年） | 791    |
| 2005年（平成17年） | 1,724  |
| 2010年（平成22年） | 1,386  |
| 2015年（平成27年） | 1,392  |
| 2020年（令和2年）  | 1,540  |

## 学区
市立小・中学校に通う場合、学区は以下の通りとなる（2021年12月時点）。
| 大字・丁目 | 番地 | 小学校                 | 中学校                 |
| ---------- | ---- | ---------------------- | ---------------------- |
| 黒川       | 全域 | 川崎市立はるひ野小学校 | 川崎市立はるひ野中学校 |

## 事業所
2021年（令和3年）現在の経済センサス調査による事業所数と従業員数は以下の通りである。
| 大字 | 事業所数 | 従業員数 |
| ---- | -------- | -------- |
| 黒川 | 91事業所 | 1,020人  |

### 事業者数の変遷
経済センサスによる事業所数の推移。
| 年                 | 事業者数 |
| ------------------ | -------- |
| 2016年（平成28年） | 77       |
| 2021年（令和3年）  | 91       |

### 従業員数の変遷
経済センサスによる従業員数の推移。
| 年                 | 従業員数 |
| ------------------ | -------- |
| 2016年（平成28年） | 927      |
| 2021年（令和3年）  | 1,020    |

## 交通

### 鉄道
- 京王相模原線 - 若葉台駅

麻生区黒川と稲城市若葉台にまたがって立地する。駅所在地（駅長室所在地）は川崎市黒川であるが、駅前バスターミナルや多くの駅前商業施設は駅舎南側の稲城市内に立地する。また「下黒川」バス停も最寄りである。
- 小田急多摩線 - 黒川駅

黒川駅は南黒川にあるが、黒川駅前に路線バスは乗り入れておらず、路線バスへの乗り換えは階段を降りて徒歩数分の「黒川」バス停が最寄りとなり、黒川にある。

### バス
- 小田急バス
  - 柿24 柿生駅北口 - 黒川分校下 - 黒川 - 下黒川 - はるひ野駅入口 - 稲城台病院入口 - 若葉台駅
  - 柿24 柿生駅北口 - 黒川分校下 - 黒川 - 下黒川 - 矢野口駅 - 調布駅南口
  - 柿24 柿生駅北口 - 黒川分校下 - 黒川 - 下黒川 - 駒沢学園 - 稲城駅
  - 柿24 柿生駅北口 - 黒川分校下 - 黒川 - 下黒川 - 駒沢学園
  - 柿24 柿生駅北口 - 黒川分校下 - 黒川 - 下黒川
  - 若11 若葉台駅 - 下黒川 - 黒川

- 神奈川中央交通
  - 鶴21 鶴川駅 - 日影 - 黒川 - 下黒川 - 若葉台駅

### 道路
- 神奈川県道19号町田調布線（鶴川街道）
調布市と町田市鶴川をつなぐ主要道で、小田急バス・神奈川中央交通の路線バスが走る。黒川と町田市真光寺町との境では蛇行して丘陵の急傾斜を越える。
- 神奈川県道137号上麻生連光寺線（尻手黒川道路）
府中街道とほぼ並行し、川崎市を縦断する道路として計画され、現在は柿生周辺の一部を除くほぼ全区間で開通している。

## その他

### 日本郵便
- 郵便番号 : 215-0035[3]（集配局：麻生郵便局[20]）

### 警察
町内の警察の管轄区域は以下の通りである。
| 丁目 | 番・番地等 | 警察署     | 交番・駐在所 |
| ---- | ---------- | ---------- | ------------ |
| 黒川 | 全域       | 麻生警察署 | 栗平駅前交番 |

## 関連文献
- 「黒木村」『新編武蔵風土記稿』 巻ノ86都筑郡ノ6、内務省地理局、1884年6月。NDLJP:763987/82。